# Land- und Stadtgericht Graudenz
Das Land- und Stadtgericht Graudenz war von 1802 bis 1849 ein preußisches Land- und Stadtgericht mit Sitz in Graudenz.

## Geschichte
Mit Reglement vom 20. August 1802 wurde für das Gebiet der Stadt Graudenz und des Amtes Graudenz das Land- und Stadtgericht Graudenz gebildet. Es gehörte zum Sprengel der Westpreußischen Regierung.
Sein Gerichtsbezirk umfasste 1837 die Stadt Graudenz mit 4394 Gerichtseingesessenen, die Stadt Rehden mit 1118 Gerichtseingesessenen, die Stadt Lessen mit 1436 Gerichtseingesessenen und 231 Ortschaften mit 28.246 Gerichtseingesessenen (zusammen also 35.194 Gerichtseingesessene). Am Gericht waren ein Direktor, fünf Richter und zwölf weitere Mitarbeiter beschäftigt. Gerichtstage wurden in Rehden und Lessen gehalten.
Nach der Märzrevolution wurden 1849 einheitlich Kreisgerichte gebildet. In Graudenz entstand das Kreisgericht Graudenz.